# Smyczyk krzywonogi
Smyczyk krzywonogi (Camptopus lateralis) – gatunek pluskwiaka z podrzędu różnoskrzydłych i rodziny smyczykowatych.

## Taksonomia
Gatunek ten opisany został po raz pierwszy w 1817 roku przez Ernsta Friedricha Germara pod nazwą Alydus lateralis. Jako lokalizację typową wskazano Rab w Dalmacji. W 1843 roku Charles Jean-Baptiste Amyot i Jean Guillaume Audinet-Serville umieścili go w rodzaju Camptopus, a w 1859 roku Jean-Charles Chenu i Eugène Desmarest wyznaczyli go gatunkiem typowym tegoż rodzaju.

## Morfologia
Pluskwiak o w zarysie wydłużonym i lekko pośrodku przewężonym ciele długości od 12 do 15 mm. Owłosienie cała jest liczne i odstające. Głowa jego jest trójkątna, wąska, ciemnobrązowa z podłużnym jasnym paskiem przez środek grzbietowej powierzchni. Na bokach głowy umieszczone są wyłupiaste oczy złożone. Długie czułki budują walcowate człony, z których czwarty jest najdłuższy. Przedplecze jest nieco szersze od głowy, ciemnobrązowe z wąskim, jasnym obwiedzeniem. Tarczka jest trójkątna, ciemnobrązowa z jasną kropką na szczycie. Półpokrywy są ciemnobrązowe z jasnym obrzeżeniem przykrywek. Odnóża tylnej pary odznaczają się silnie pogrubionymi i zaopatrzonymi w szereg kolców udami oraz wyraźnie łukowato wykrzywionymi goleniami. Odwłok ma listewkę brzeżną naprzemiennie brunatno i biało zabarwioną.

## Ekologia i występowanie
Owad ten zasiedla łąki, murawy, polany, pobrzeża lasów, ugory, ogrody, winnice i przydroża. Zarówno larwy jak i postacie dorosłe są polifagicznymi fitofagami ssącymi soki roślin. Wśród ich roślin żywicielskich wymienia się: cieciorki, dąb skalny, jałowiec kolczasty, janowce, kolcolisty, komonice, koniczyny, lucerny, rozmaryn lekarski, traganki, wilczomlecz błękitnawy i wilżyny. Aktywne osobniki spotyka się od maja lub czerwca do września lub października. Zimowanie odbywa się w stadium jaja.
Gatunek ten zamieszkuje Palearktykę i skraje krainy orientalnej. W Europie znany jest z Portugalii, Hiszpanii, Andory, Francji, Belgii, Niemiec, Szwajcarii, Liechtensteinu, Austrii, Włoch, Malty, Czech, Słowacji, Węgier, Ukrainy, Mołdawii, Rumunii, Bułgarii, Słowenii, Chorwacji, Bośni i Hercegowiny, Czarnogóry, Serbii, Albanii, Macedonii Północnej, Grecji oraz europejskich części Rosji i Turcji. W Afryce podawany jest z Madery, Wysp Kanaryjskich, Maroka, Algierii, Tunezji, Libii i Egiptu. W Azji znany jest z Cypru, anatolijskiej części Turcji, Gruzji, Armenii, Azerbejdżanu, Syrii, Jordanii, Libanu, Izraela, Kazachstanu, Turkmenistanu, Uzbekistanu, Tadżykistanu, Kirgistanu, Iraku, Iranu, Afganistanu, Pakistanu, Indii i północno-zachodnich Chin.